# Aimée Chéron
Pour les articles homonymes, voir Chéron.
Aimée Chéron, née Aimée Julie Jovin le 26 avril 1821 à Paris et morte à Sannois le 2 mars 1907, est une artiste peintre miniaturiste française.

## Biographie
Élève de François Meuret,, elle fait ses débuts au Salon en 1848 sous son nom de jeune fille, puis expose sous son nom marital de Chéron à partir de 1852. 
Elle épouse à Paris le 27 août 1850, Amédée Paul Chéron (1819-1881), bibliothécaire de la Bibliothèque nationale,. Leur fils Paul naît en 1853.
Aimée Chéron expose aux Salons de Paris de 1852, 1853, 1855, 1857, 1869, 1870.

## Œuvres
- Portrait de Mlle M. de Fontanes, miniature (Salon de 1852)[3]
- Portrait de Mme C. Dorvault, miniature (Salon de 1852)[3]
- Portrait de Mlle L. des Aulnaies, miniature (Salon de 1852)[3]
- Portrait du jeune Paul Chéron (fils de l'artiste), miniature (Salon de 1857)[3]
- Portrait de Mlle Marguerite Devaux, miniature (Salon de 1869)[9]
- Portrait de Mlle Lucie Férenbach, miniature (Salon de 1869)[9]
- Portrait du jeune A. R., miniature (Salon de 1870)[9]